# Ouro Preto Esporte Clube
Ouro Preto Esporte Clube foi um clube brasileiro de futebol da cidade de Ouro Preto do Oeste, no estado de Rondônia. Suas cores são vermelho e branco.

## Títulos

### Estaduais
- Vice-Campeonato Rondoniense: 1997.

## Escudo
| Evolução do escudo do Ouro Preto Esporte Clube | Evolução do escudo do Ouro Preto Esporte Clube | Evolução do escudo do Ouro Preto Esporte Clube | Evolução do escudo do Ouro Preto Esporte Clube | Evolução do escudo do Ouro Preto Esporte Clube | Evolução do escudo do Ouro Preto Esporte Clube | Evolução do escudo do Ouro Preto Esporte Clube | Evolução do escudo do Ouro Preto Esporte Clube |
| 1989-Presente                                  |                                                |                                                |                                                |                                                |                                                |                                                |                                                |
| ---------------------------------------------- | ---------------------------------------------- | ---------------------------------------------- | ---------------------------------------------- | ---------------------------------------------- | ---------------------------------------------- | ---------------------------------------------- | ---------------------------------------------- |

Naquele ano de 1997 teve como artilheiro o atacante Charles e destaque da equipe o lateral esquerdo Marcio Santos (Rápa),   